# Gaschurn
Gaschurn is een gemeente in de Oostenrijkse deelstaat Vorarlberg, gelegen in het district Bludenz (BZ). De gemeente heeft ongeveer 1900 inwoners.

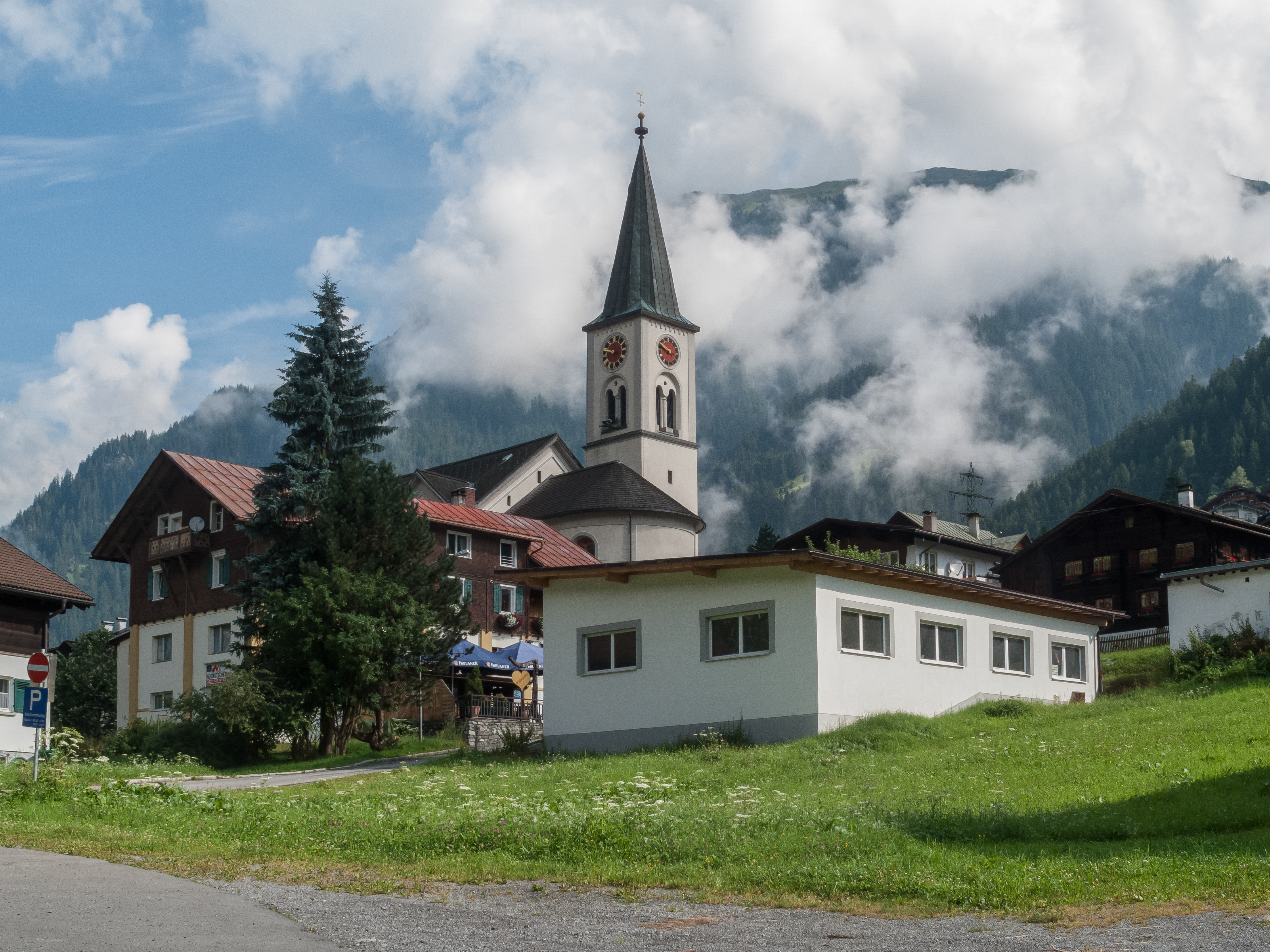
Kerk (katholische Pfarrkirche heilige Michael) in Gaschurn

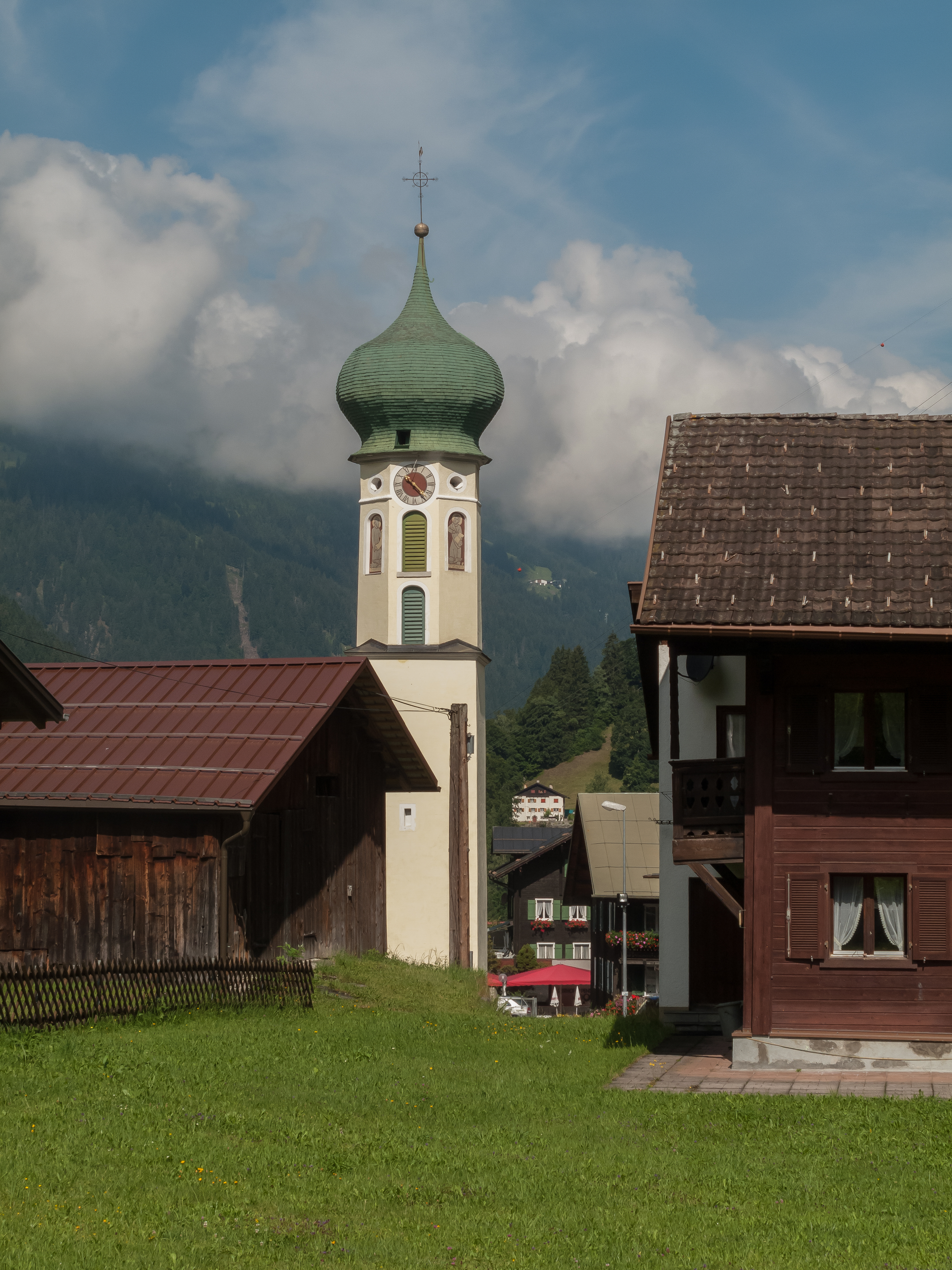
Kerktoren (die Kuratienkirche heilige Martin) in Partenen

## Geografie
Gaschurn heeft een oppervlakte van 176,78 km². De gemeente ligt in het Montafondal op enkele kilometers ten zuidoosten van de bekende toeristenplaats Schruns. Gaschurn trekt zowel 's zomers als 's winters toeristen. Ten westen van de plaats bevindt zich het skigebied Silvretta Montafon, dat met ruim 155 kilometer piste het grootste van de deelstaat Vorarlberg is.
Bartholomäberg · Blons · Bludenz · Bludesch · Brand · Bürs · Bürserberg · Dalaas · Fontanella · Gaschurn · Innerbraz · Klösterle · Lech · Lorüns · Ludesch · Nenzing · Nüziders · Raggal · Sankt Anton im Montafon · Sankt Gallenkirch · Sankt Gerold · Schruns · Silbertal · Sonntag · Stallehr · Thüringen · Thüringerberg · Tschagguns · Vandans
- Gemeinsame Normdatei: 4259491-1
- Virtual International Authority File: 239099415
- WorldCat: E39PCjJYjJXPhXXp4t8b8WVgrq